# قطعنامه ۱۵۰۴ شورای امنیت
قطعنامه ۱۵۰۴ شورای امنیت سازمان ملل متحد که در تاریخ ۰۴ سپتامبر ۲۰۰۳ تصویب شد، سندی بین‌المللی دربارهٔ دادگاه جنایی بین‌المللی برای یوگسلاوی سابق است. این قطعنامه طی نشست ۴۸۱۹ام با ۱۵ رای موافق، ۰ مخالف و ۰ ممتنع تصویب شد.